# 庫貝恰湖
57°48′59″N 35°02′33″E / 57.81639°N 35.04250°E
庫貝恰湖（俄语：Кубыча），是俄羅斯的湖泊，位於該國西北部特維爾州，長8.3公里、寬1.6公里，面積4.99平方公里，海拔高度161米，湖岸線長度24.1公里，最大水深5.6米。